# Tosiwo Nakayama
Tosiwo Nakayama (23 de noviembre de 1931 - 29 de marzo de 2007) fue el primer presidente de los Estados Federados de Micronesia. Se mantuvo en dicho cargo entre el 11 de mayo de 1979 y el 11 de mayo de 1987.
| Predecesor: Nuevo Cargo | 1° Presidente de los Estados Federados de Micronesia 1979 - 1987 | Sucesor: John Haglelgam |

- Datos: Q328864
- Multimedia: Tosiwo Nakayama / Q328864